# Isabella av Brasilien
Isabella av Brasilien, eg. Isabel, född 29 juli 1846 på kejserliga slottet i Rio de Janeiro, död 14 november 1921 på Château d’Eu, Eu, Seine-Maritime, var Brasiliens tronföljare och dess ställföreträdande regent flera gånger under de sista decennierna av den brasilianska monarkin.
Isabella var ställföreträdande regent i sin fars frånvaro tre gånger: 1871–1872, 1876–1877 och 1887–1888. Hon är berömd för att hon under sin sista regeringstid 1888 förklarade slaveriet avskaffat.

## Biografi

### Tidigt liv
Isabella var den äldsta av två döttrar till kejsar Peter II av Brasilien och Theresa Christina av Bägge Sicilierna. År 1850 avled hennes bror kronprins Afonso, och Isabella blev därför i egenskap av sin fars äldsta dotter och kvarvarande barn Brasiliens tronarvinge vid fyra års ålder. 
Brasilien godkände kvinnlig arvsföljd och Isabellas arvsrätt ifrågasattes inte, men hennes far tvivlade på att en kvinna hade förmågan att regera eller skulle accepteras som monark i ett land som Brasilien, och hade därför svårt att se hennes tronbestigning som realistisk. Han ska därför från denna tidpunkt ha betraktat den brasilianska monarkins framtid som utdömd. 
År 1857, när det stod klart att kejsaren inte skulle få fler barn och Isabella alltså skulle kvarstå som tronarvinge, förklarade Peter II att han önskade att hans döttrar skulle få en uppfostran som både gjorde dem till damer, men också kapabla att styra Brasilien om det skulle visa sig bli nödvändigt. Han ville därför att de skulle få en liknande utbildning som män, jämsides med en traditionell utbildning till "damer". 
Luísa Margarida de Barros Portugal, grevinna av Barral, utnämndes till kejserlig guvernant, och Isabella och hennes syster Leopoldina fick en hög utbildning i vetenskap, filosofi och andra ämnen som på den tiden annars ansågs lämpliga bara för pojkar, samtidigt som de också fick en traditionellt kvinnlig bildning i etikett, konst och spela piano. Isabella kunde utöver portugisiska även tala franska, engelska och tyska. Peter II anlitade välutbildade (manliga) lärare som i vissa fall också hade demokratiska och republikanska sympatier, och hennes far, som var uppseendeväckande antirasistisk, influerade även Isabella till att bli antirasist. Hennes utbildning var dock enbart teoretisk, och hennes far gav henne ingen praktisk handledning i politik, talade inte politik med henne och tog inte med henne på några statliga uppdrag.  
Isabella fick en skyddad uppväxt i en snäv familjekrets, isolerad från kontakt med de flesta utanför familjekretsen. Familjen tillbringade vintrarna i São Cristóvão-palatset och somrarna i Petrópolis. Hon beskrivs som viljestark och med många åsikter, men också som ofokuserad. Till det yttre beskrivs hon som en lätt överviktig blondin. Hon hade en god relation till båda sina föräldrar. Hennes mor beskrivs som ödmjuk och familjekär, och hennes far som auktoritär men kärleksfull. Trots att fadern var tveksam kring hennes ställning som tronarvinge, ska han ha älskat henne som dotter, och hans auktoritära syn på familjelivet säkerställde att hon aldrig utmanade honom politiskt utan behandlade honom med lydnad och respekt. 
Isabella gifte sig 15 oktober 1864 med prins Gaston av Orléans, greve av Eu (1842–1922); han var son till Ludvig Karl av Nemours, en yngre prins av huset Orléans. Paret fick tre söner. Äktenskapet hade arrangerats av fadern samtidigt som hennes systers äktenskap. Peter II ville sluta en allians med det franska kungahuset när hans döttrar blev gamla nog att gifta sig, och efter en del förfrågningar ombads Gaston av Orléans besöka Brasilien tillsammans med sin kusin Ludwig August av Sachsen-Coburg-Gotha. Isabella hade tidigare aldrig mött en jämnårig man utom sin guvernants son, och hon ska ha blivit förälskad vid mötet. Gaston ansåg att båda kejsarens döttrar var fula men Isabella mindre ful än Leopoldina, och gick med på att gifta sig med henne, varefter Leopoldina då tilldelades Ludwig August. 
Efter giftermålet gjorde paret en rundtur i Europa. De besökte både Frankrike och Storbritannien, där de mötte drottning Victoria, men besöken var privata och inga statsbesök. När de återkom till Brasilien sände hennes far ut hennes make att slåss i Trippelallianskriget. När kriget avslutades 1870, gjorde Isabella och Gaston ytterligare en turné i Europa. Under deras tid i Europa avled Isabellas syster Leopoldina.

### Regent
I sin egenskap av tronföljare fungerade Isabella som sin fars ställföreträdande regent när han lämnade landet på utlandsresor. Hon tjänstgjorde som sådan första gången 1871. I maj återkom Isabella och Gaston från sin resa till Europa, samtidigt som hennes föräldrar gjorde sig redo att själva avresa till Europa. Isabella avlade eden som sin fars ställföreträdande regent med fullmakt att regera Brasilien under hans frånvaro, biträdd av sin make och José Maria da Silva Paranhos den äldre. Efter upphävandet av slaveriet i USA några år tidigare hade hennes far önskat ett gradvis avskaffande av slaveriet i Brasilien. Den 27 september 1871 signerade Isabella som regent Rio Branco-lagen, som förklarade alla slavbarn födda efter detta datum fria. Hennes regentskap upphörde när hennes far återkom i mars 1872. Isabella återvände då till ett husligt familjeliv utanför offentligheten. 
Isabella fick missfall 1872, och gjorde en pilgrimsfärd till Lourdes i Frankrike 1873. Hon blev gravid, men upplevde ytterligare ett missfall sedan hennes far hade tvingat henne att återvända till Brasilien under graviditeten. Hennes sympati för ultramontanismen tilldrog sig en del kritik vid denna tidpunkt, liksom det faktum att hon under nästa graviditet insisterade på en fransk läkare och barnmorska. Hon födde slutligen en son 1875. 
Mellan mars 1876 och september 1877 fungerade Isabella återigen som regent under sin fars resa till USA, Europa och Mellanöstern. Hennes andra regentskap präglades av misslyckanden. Regeringen under Luís Alves de Lima, hertig av Caxias ägnade sig åt valfusk och våld, det uppblossade en konflikt mellan kyrkan och staten, som drog in Isabella på grund av hennes sympati för ultramontanismen, och en torka lamslog landet och orsakade oroligheter. Samtidigt kom Isabella ur balans på grund av ett missfall och sedan en till svår graviditet följd av hennes egen sjukdom samtidigt som även hennes make insjuknade, och när hon drog sig ur offentligheten ådrog det sig än mer kritik. Hennes far kritiserade henne skarpt vid sin återkomst. Isabella och hennes familj lämnade Brasilien för att söka behandling för hennes äldsta sons förlamade arm i Europa, och stannade utomlands till december 1881. Hon turnerade runt Brasilien med sin man mellan november 1884 och mars 1885. I januari 1887 gjorde hon ytterligare en resa till Europa. 
I mars 1887 tvingades Isabella och Gaston avbryta en resa i Europa då de nåddes av besked från Brasilien om att Peter II hade insjuknat. I juni 1887 återvände de till Brasilien och Isabella utnämndes till regent för tredje gången medan hennes far avreste för att söka vård i Europa. 
Under hennes tredje regentskap befann sig Brasilien i ett instabilt politiskt tillstånd. Abolitionismen och protester mot slaveriet blev alltmer intensivt. Samtidigt motsatte sig regeringen under João Maurício Vanderlei alla reformer, vilket ledde till våldsamma demonstrationer, som i början av 1888 slogs ned av regeringen. Isabella uppfattade situationen som akut och lät avsätta regeringen och utnämna en ny under reformisten João Alfredo Correia de Oliveira. Den nya regeringen krävde omedelbart upphävande av slaveriet. 
Den 13 maj 1888 signerade Isabella i egenskap av regent Lei Áurea, avskaffandet av slaveriet i Brasilien. Hon hyllades stort för sin akt, för vilken hon fick smeknamnet A Redentora (Upprätterskan) och mottog den Gyllene rosen av påve Leo XIII. 

### Avsättning
Hennes tredje regentskap upphörde när hennes far återvände till Brasilien i augusti 1888. Som alltid, drog sig Isabella tillbaka till ett privat familjeliv utanför offentligheten så fort hennes regentskap upphörde. Vid denna tid hade dock monarkin blivit allvarligt ifrågasatt och dess ställning underminerats på flera sätt. 
Kejsar Peter II av personligen populär, men hans hälsotillstånd gjorde att han dragit sig tillbaka från offentligheten. Tronföljaren Isabella misstroddes av republikaner och reformister på grund av hennes ultramontanism, och hennes systerson  prins Pedro Augusto underminerade henne genom att intrigera för att själv få tronen, trots att han saknade ett sådant stöd. Det rådde dessutom en allmän misstanke om att hennes make Gaston skulle bli den verkliga regenten om Isabella besteg tronen, och han avskyddes för att han var utlänning. 
Upphävandet av slaveriet var ett kontroversiellt steg som mötte stort motstånd från Brasiliens fram till detta slavägande elit och gjorde att monarkin förlorade sitt stöd bland dem. Samma akt hade visserligen väckt popularitet bland andra läger, men monarkens och tronföljarens sätt att isolera sig från offentligheten gjorde att de inte kunde dra nytta av den. 
Den 15 november 1889 ägde den Brasilianska republikens utropande efter en statskupp. När Peter II blev informerad kommenterade han bara att han var glad över att få gå i pension. Isabella offentliggjorde ett uttalande om sin sorg över att tvingas lämna ett land och en lycka som hon alltid hade försökt bidra till. Två dagar efter kuppen lämnade den före detta kejsarfamiljen Brasilien på ett skepp till Europa. 

### Senare liv
Den 7 december 1889 anlände den före detta kejsarfamiljen till Lissabon i Portugal. Isabellas mor avled i Portugal inte långt därpå. De fick meddelande från Brasilien om att deras egendom och förmögenhet hade konfiskerats och att de var formellt landsförvisade. De reste till Frankrike, där hennes far avled i Hotel Beau Séjour i Cannes 1891. 
Isabella och Gaston fick ett underhåll från Gastons far och bosatte sig i en villa i Boulogne-sur-Seine. Efter hennes svärfars död 1896 kunde de köpa slottet Château d'Eu i Normandie, där de levde ett lugnt familjeliv. Isabella var ibland föremål för konspiratörer som ville återinföra monarkin i Brasilien, men gav dem aldrig mer än ett halvhjärtat stöd, då hon inte trodde att något sådant försök skulle vara välkommet eller ha utsikter att lyckas. När Brasilien lyfte familjens reseförbud 1920 var hon för sjuk för att kunna utnyttja det, men hennes make och son gjorde det, och närvarade när hennes föräldrar återbegrovs där. 
Hon avled 1921 i Frankrike.

## Barn
Isabella och Gaston fick tre söner tillsammans. Från dem stammar huset Orléans-Bragança:
- Dom Pedro de Alcântara av Orléans-Bragança (1875–1940)
- Dom Luís av Orléans-Bragança (1878–1920)
- Dom Antônio av Orléans-Bragança (1881–1918).

## Galleri

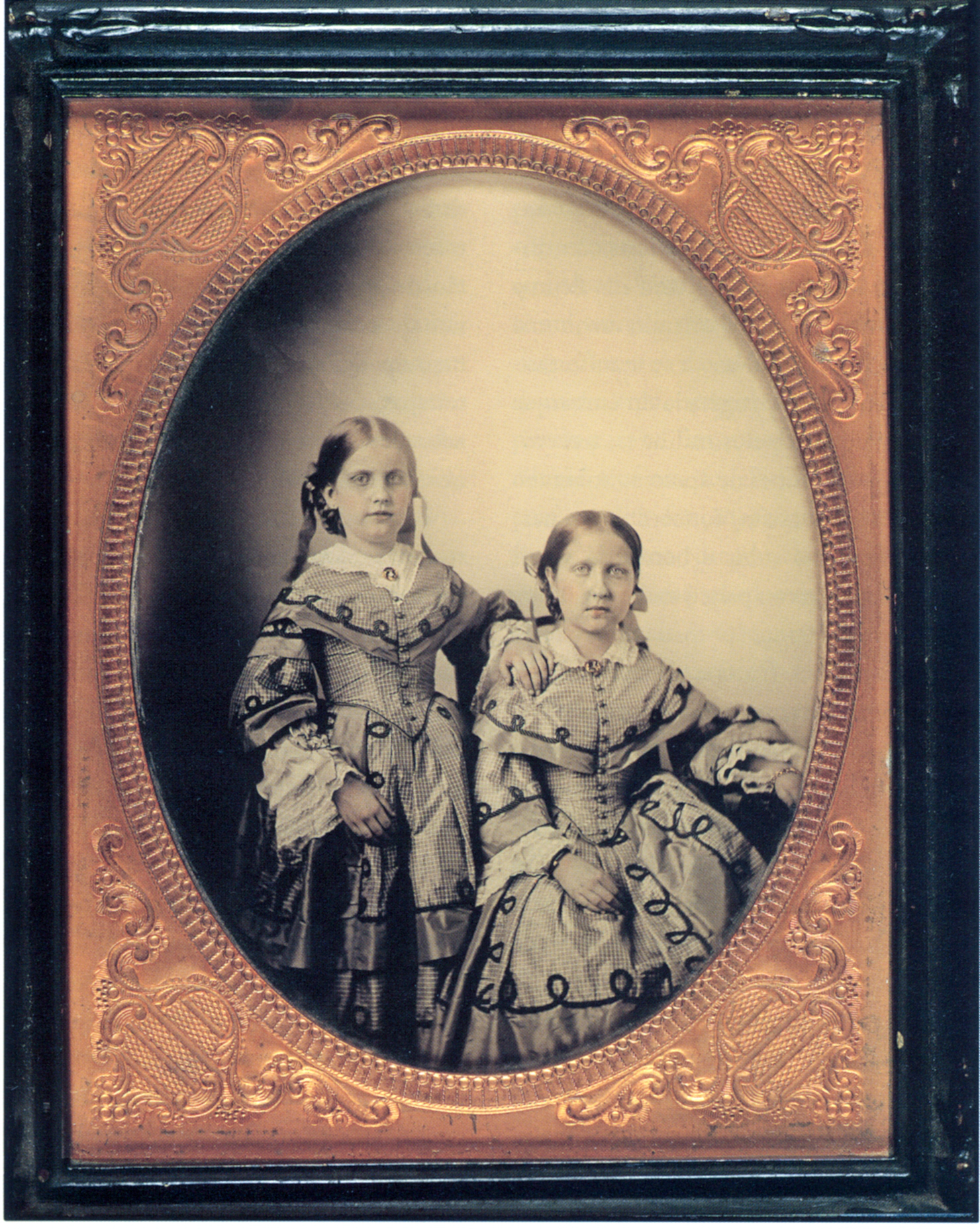
Isabella av Brasilien med systern Leopoldina 1855.
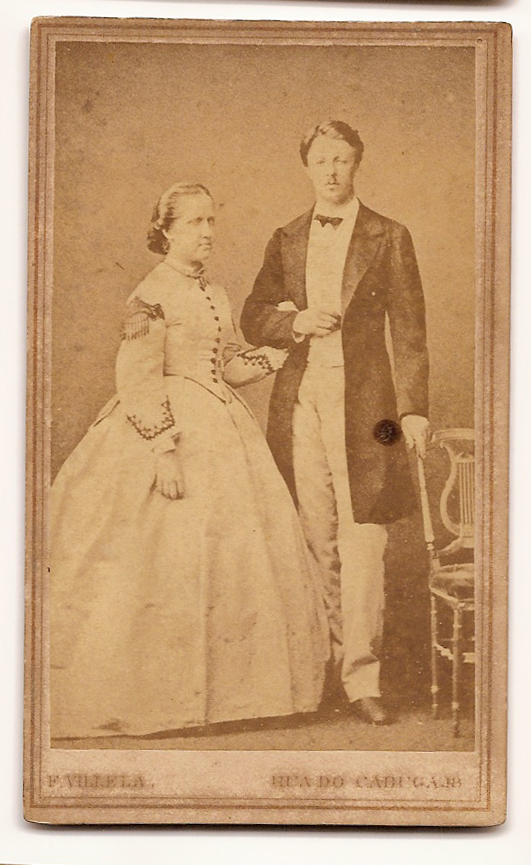
Isabella av Brasilien med make, 1860-talet.
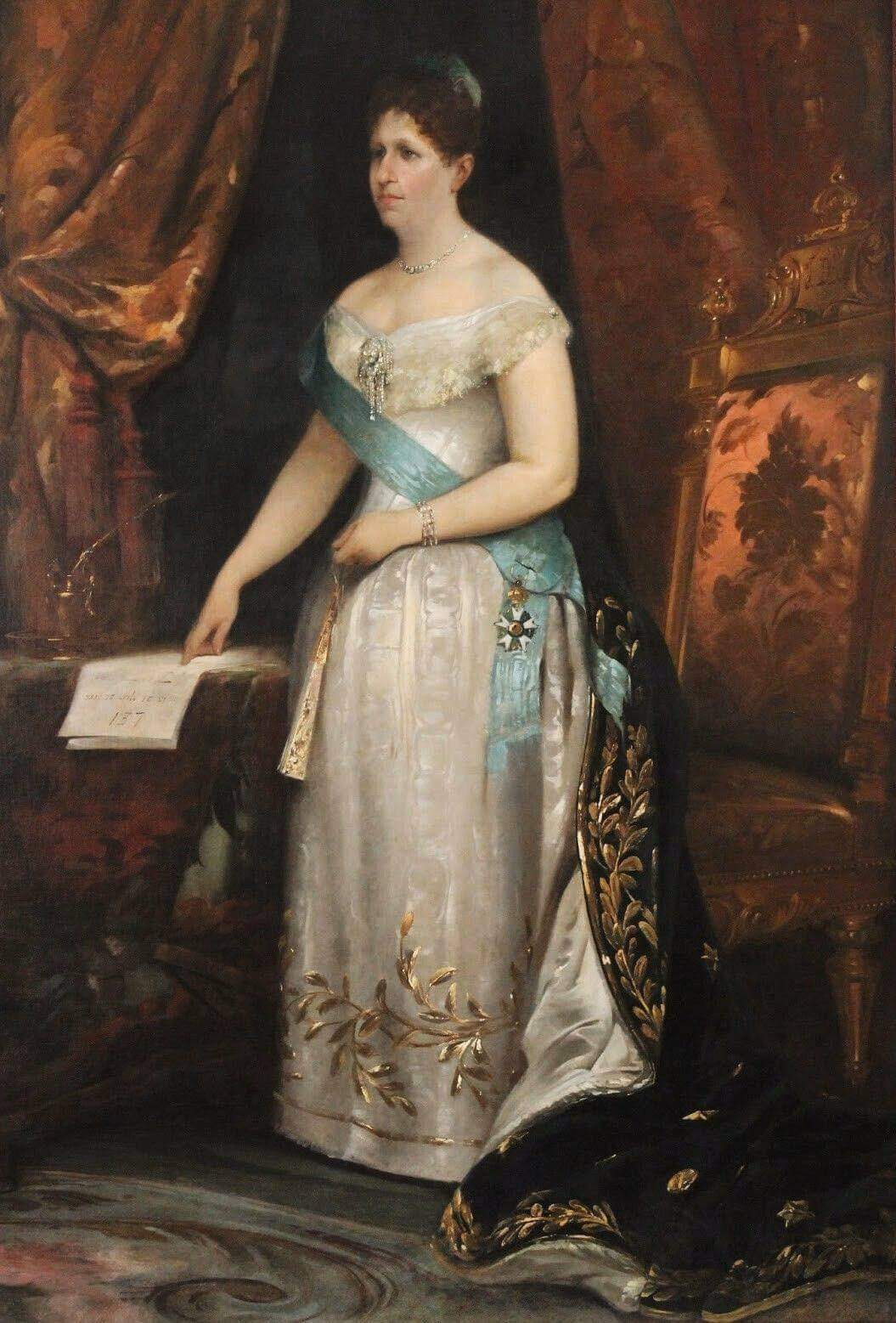
Isabella av Brasilien som regent, 1888.
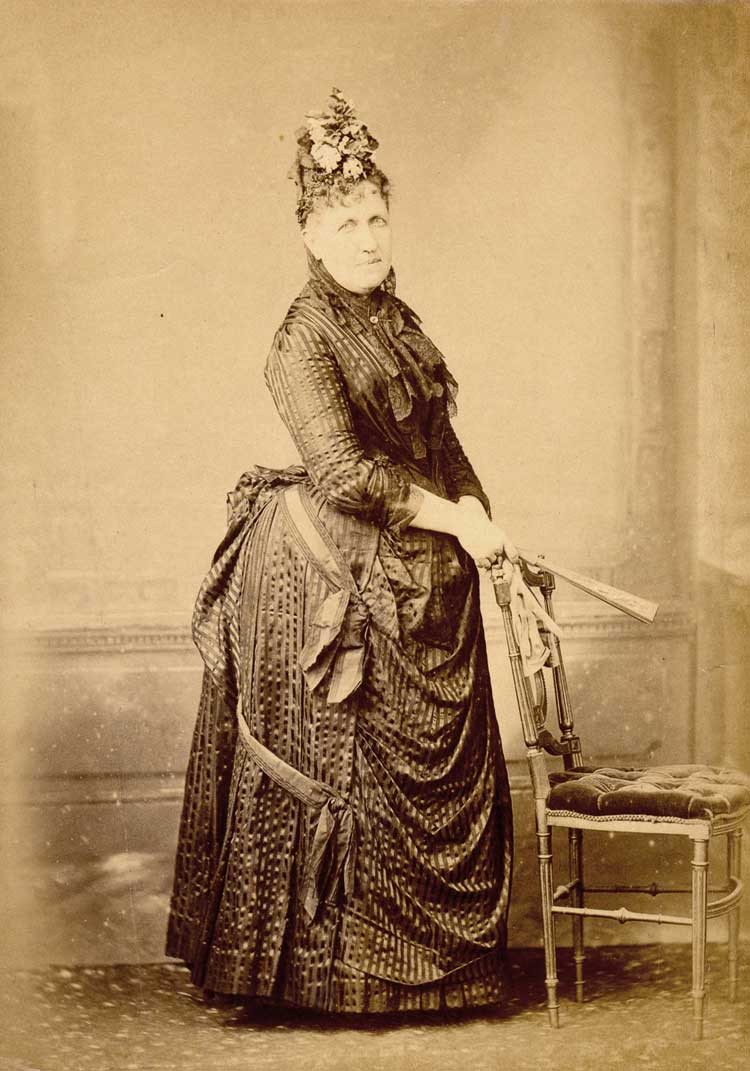
Isabella av Brasilien 1887.

## Antavla
|                          |  |  |  |  |  |  |  |                                          |  |  |  |  |  |  |  |                                     |  |  |  |  |  |  |  | 8. Kung Johan VI av Portugal               |
|                          |  |  |  |  |  |  |  |                                          |  |  |  |  |  |  |  |                                     |  |  |  |  |  |  |  |                                            |
|                          |  |  |  |  |  |  |  |                                          |  |  |  |  |  |  |  | 4. Kejsar Peter I av Brasilien      |  |  |  |  |  |  |  |                                            |
|                          |  |  |  |  |  |  |  |                                          |  |  |  |  |  |  |  |                                     |  |  |  |  |  |  |  |                                            |
|                          |  |  |  |  |  |  |  |                                          |  |  |  |  |  |  |  |                                     |  |  |  |  |  |  |  | 9. Charlotta Joakima av Spanien            |
|                          |  |  |  |  |  |  |  |                                          |  |  |  |  |  |  |  |                                     |  |  |  |  |  |  |  |                                            |
|                          |  |  |  |  |  |  |  | 2. Kejsar Peter II av Brasilien          |  |  |  |  |  |  |  |                                     |  |  |  |  |  |  |  |                                            |
|                          |  |  |  |  |  |  |  |                                          |  |  |  |  |  |  |  |                                     |  |  |  |  |  |  |  |                                            |
|                          |  |  |  |  |  |  |  |                                          |  |  |  |  |  |  |  |                                     |  |  |  |  |  |  |  | 10. Kejsar Frans II av Tysk-romerska riket |
|                          |  |  |  |  |  |  |  |                                          |  |  |  |  |  |  |  |                                     |  |  |  |  |  |  |  |                                            |
|                          |  |  |  |  |  |  |  |                                          |  |  |  |  |  |  |  | 5. Maria Leopoldina av Österrike    |  |  |  |  |  |  |  |                                            |
|                          |  |  |  |  |  |  |  |                                          |  |  |  |  |  |  |  |                                     |  |  |  |  |  |  |  |                                            |
|                          |  |  |  |  |  |  |  |                                          |  |  |  |  |  |  |  |                                     |  |  |  |  |  |  |  | 11. Maria Teresa av Neapel och Sicilien    |
|                          |  |  |  |  |  |  |  |                                          |  |  |  |  |  |  |  |                                     |  |  |  |  |  |  |  |                                            |
| 1. Isabella av Brasilien |  |  |  |  |  |  |  |                                          |  |  |  |  |  |  |  |                                     |  |  |  |  |  |  |  |                                            |
|                          |  |  |  |  |  |  |  |                                          |  |  |  |  |  |  |  |                                     |  |  |  |  |  |  |  | 12. Kung Ferdinand I av Bägge Sicilierna   |
|                          |  |  |  |  |  |  |  |                                          |  |  |  |  |  |  |  |                                     |  |  |  |  |  |  |  |                                            |
|                          |  |  |  |  |  |  |  |                                          |  |  |  |  |  |  |  | 6. Kung Frans I av Bägge Sicilierna |  |  |  |  |  |  |  |                                            |
|                          |  |  |  |  |  |  |  |                                          |  |  |  |  |  |  |  |                                     |  |  |  |  |  |  |  |                                            |
|                          |  |  |  |  |  |  |  |                                          |  |  |  |  |  |  |  |                                     |  |  |  |  |  |  |  | 13. Maria Karolina av Österrike            |
|                          |  |  |  |  |  |  |  |                                          |  |  |  |  |  |  |  |                                     |  |  |  |  |  |  |  |                                            |
|                          |  |  |  |  |  |  |  | 3. Theresa Christina av Bägge Sicilierna |  |  |  |  |  |  |  |                                     |  |  |  |  |  |  |  |                                            |
|                          |  |  |  |  |  |  |  |                                          |  |  |  |  |  |  |  |                                     |  |  |  |  |  |  |  |                                            |
|                          |  |  |  |  |  |  |  |                                          |  |  |  |  |  |  |  |                                     |  |  |  |  |  |  |  | 14. Kung Karl IV av Spanien                |
|                          |  |  |  |  |  |  |  |                                          |  |  |  |  |  |  |  |                                     |  |  |  |  |  |  |  |                                            |
|                          |  |  |  |  |  |  |  |                                          |  |  |  |  |  |  |  | 7. Maria Isabella av Spanien        |  |  |  |  |  |  |  |                                            |
|                          |  |  |  |  |  |  |  |                                          |  |  |  |  |  |  |  |                                     |  |  |  |  |  |  |  |                                            |
|                          |  |  |  |  |  |  |  |                                          |  |  |  |  |  |  |  |                                     |  |  |  |  |  |  |  | 15. Maria Lovisa av Parma                  |
|                          |  |  |  |  |  |  |  |                                          |  |  |  |  |  |  |  |                                     |  |  |  |  |  |  |  |                                            |

## Eftermäle
Isabella är berömd i historien för en enda handling: för att ha avskaffat slaveriet under sin tid som regent 1888. Det har också kallats för hennes enda personliga politiska initiativ. Slaveriets avskaffande bidrog samtidigt till monarkins fall. Hon kommenterade själv det faktumet strax efter den republikanska kuppen som avsatte hennes far: 
"Om avskaffandet är orsaken till detta, kan jag inte ångra det; jag anser att det var värt att förlora tronen för."